# Becks letzter Sommer (Film)
Becks letzter Sommer ist eine Tragikomödie des Regisseurs Frieder Wittich aus dem Jahr 2015. Sie basiert auf dem gleichnamigen Roman von Benedict Wells.

## Handlung
Robert Beck ist ein frustrierter Lehrer, der in seinem Alltag gefangen ist. Die Beziehung zu seiner Freundin Lara droht zu zerbrechen, da diese überraschend ein Studium in Rom beginnen will, sein Beruf langweilt ihn und sein Traum, als Musiker erfolgreich zu werden, liegt auch schon lange auf Eis. Doch dann entdeckt er unter seinen Schülern Rauli Kantas, einen talentierten Sänger und E-Gitarristen. Schnell erkennt er, dass dieser junge Gitarrengott seine letzte Chance sein könnte, aus seinem Alltagstrott auszubrechen und sich doch noch seinen Traum von der Musikerkarriere zu erfüllen. So bietet Beck nicht nur aus Selbstlosigkeit dem jungen Talent an, ihn zu unterstützen, indem er für ihn Songs schreibt und ihn ganz groß rausbringt. Doch auch Rauli hat seine ganz eigenen Geheimnisse. Als Becks bester Freund Charlie ihn darum bittet, ihn in einer dringenden Angelegenheit nach Istanbul zu begleiten, beginnt für Beck, Rauli und Charlie eine verrückte Reise, auf der Beck Zeit hat, sich Gedanken über sein Leben und seine Ziele zu machen.

## Hintergrund
Die Dreharbeiten fanden vom 1. April bis zum 5. Juni 2014 unter anderem in Köln, Berlin, Budapest, Bukarest und Istanbul statt. Gefördert wurde das Projekt durch Medienboard Berlin-Brandenburg, Film- und Medienstiftung NRW, FFA Filmförderungsanstalt und den Deutschen Filmförderfonds. Produziert wurde es von Claussen+Wöbke+Putz Filmproduktion in Koproduktion mit Senator Film Produktion und ARRI Film & TV Services.

## Trivia
- Tobias Jundt alias Bonaparte hat nicht nur den Soundtrack geschrieben und beigesteuert, sondern ist auch Gesangsdouble von Rauli Kantas.[4]
- In der Barszene am Anfang des Films hat Benedict Wells ein Cameo als Barkeeper.

## Rezeption
Der Filmdienst bezeichnete den Film als „[u]nterhaltsame, in der Titelrolle gut gespielte Tragikomödie“. „Zunächst schlüssig inszeniert“, gehe die „Wandlung zum Road Movie zu Lasten des dramaturgischen Zusammenhalts und des thematischen Rückgrats“.
Die dpa konstatierte hingegen, Ulmen verleihe „dem vom Leben enttäuschten Beck zwar wunderbar tragikomische Züge“, doch „vor allem in der ersten Hälfte lahmt das Drehbuch“. Fahrt nehme die Geschichte „erst auf, als Beck sich in die Welt hinauswagt“, der Film bleibe aber „hinter seiner viel gelobten Vorlage zurück“.